# Triumvirate-Gletscher
Der Triumvirate-Gletscher (triumvirate engl. für „Triumvirat“) ist ein 43 km langer Talgletscher in den  Tordrillo Mountains in Alaska (USA). Seinen Namen erhielt der Gletscher vom U.S. Geological Survey (USGS), da er aus deren Sicht aus der Vereinigung dreier großer Gletscher hervorgeht.
Das 2600 m hoch gelegene Nährgebiet des Triumvirate-Gletschers liegt an der Nordflanke des Mount Talachulitna. Der Gletscher strömt in überwiegend ostsüdöstlicher Richtung und endet 5,5 km westlich des Beluga Lake. Am Nordrand des Gletschers befinden sich zwei Gletscherrandseen, Frustration Lake und Strandline Lake. Der Triumvirate-Gletscher besitzt im untersten Abschnitt eine maximale Breite von 4,9 km. Das Schmelzwasser des Gletschers fließt in den Beluga Lake, der über den Beluga River zum Cook Inlet entwässert wird. Der Triumvirate-Gletscher ist im Rückzug begriffen.